# Francisco Mancebo
Francisco Mancebo Pérez (Madri, 9 de março, 1976) é um ciclista profissional que disputava competições de ciclismo de estrada. Venceu uma etapa da Volta da Espanha em 2005, quando foi terceiro colocado na classificação geral. Foi um dos envolvidos no famoso escândalo de doping "Operação Puerto", mas que se veio a confirmar que estava inocente.